# Мовіла-Верде
Мовіла-Верде (рум. Movila Verde) — село у повіті Констанца в Румунії. Входить до складу комуни Індепенденца.
Село розташоване на відстані 171 км на схід від Бухареста, 46 км на південний захід від Констанци.

## Населення
За даними перепису населення 2002 року у селі проживали 650 осіб, з них 644 особи (99,1%) румунів. Рідною мовою 649 осіб (99,8%) назвали румунську.